# Artur Lemba

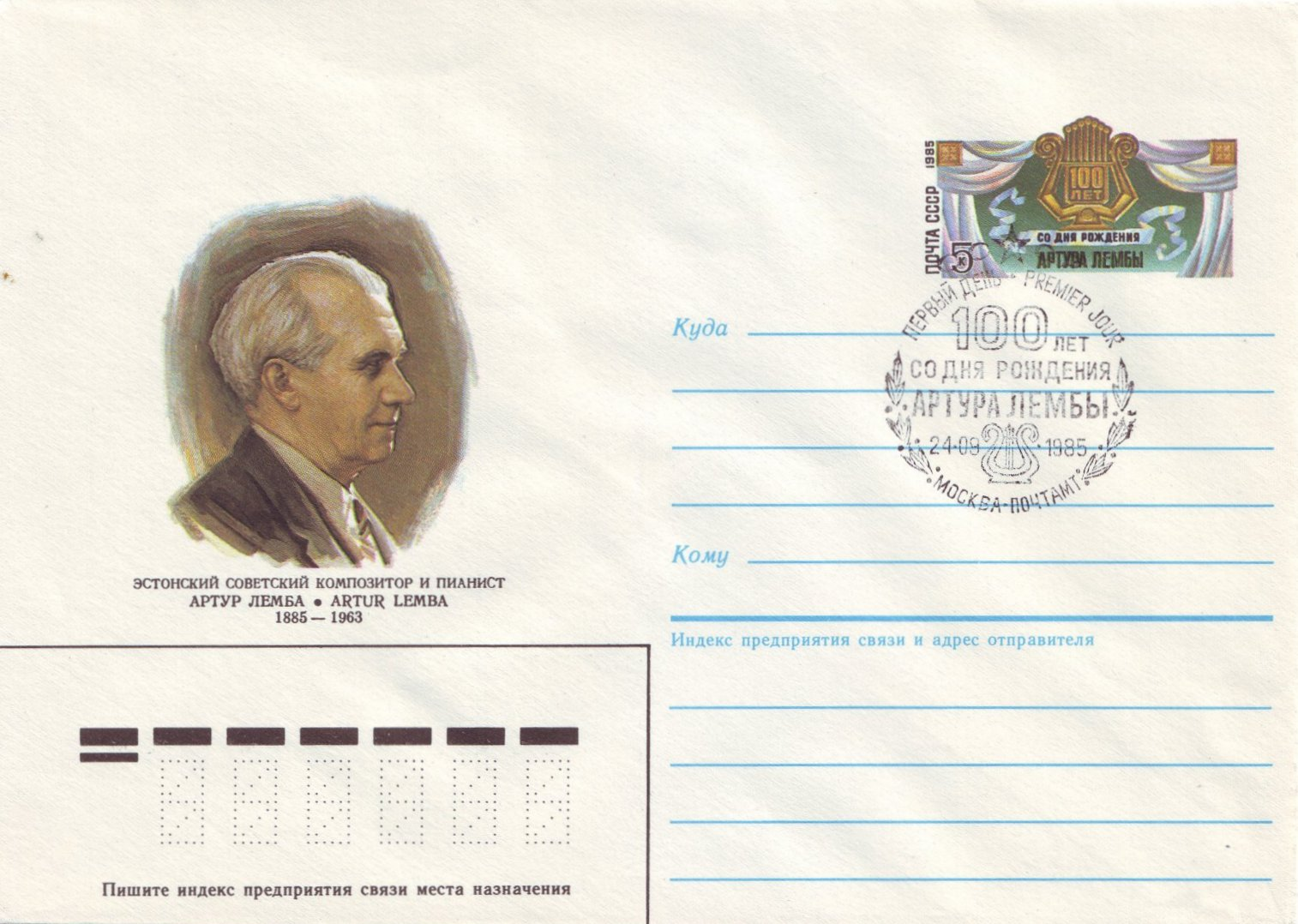
Artur Lemba

Artur Lemba (* 24. September 1885 in Reval (Tallinn); † 21. November 1963 ebenda) war ein estnischer Komponist.

## Leben
Artur Lemba wurde in einer estnischen Musikerfamilie geboren. Später zog die Familie nach Sankt Petersburg. Am  Sankt Petersburger Konservatorium studierte Lemba bis 1908 Klavier und Komposition, unter anderem bei Nikolai Rimski-Korsakow.
1908 wurde Lembas Symphonie Nr. 1 in cis-moll, die erste Symphonie eines estnischen Komponisten, in Sankt Petersburg uraufgeführt. Artur Lemba war neben seinem Bruder Theodor Lemba der erste professionelle estnische Pianist.
Von 1908 bis 1920 war er in Russland als Dozent für das Fach Klavier tätig, seit 1915 mit dem Titel eines Professors. Mit der Unabhängigkeit Estlands von Russland zog Lemba 1920 von Petrograd nach Tallinn zurück. Nach einem kurzen Intermezzo in Helsinki arbeitete er von 1923 bis 1962 als Professor für das Fach Klavier am Tallinner Konservatorium. Von 1923 bis 1939 war er darüber hinaus Musikkritiker der Zeitung Vaba Maa. Er komponierte zahlreiche Musikwerke. 1929 wurde seine Oper Kalmuneid in Tallinn uraufgeführt, 1931 die Oper Armastus ja surm und 1934 die Oper Elga.